# &AUDITION - The Howling -
&AUDITION - The Howling -（エンオーディション ザ・ハウリング）は、HYBE LABELS JAPANが主催する日本のオーディション番組である。番組の最終回が9月3日、東京ガーデンシアターで開催され、新ボーイズグループ&TEAMのデビューメンバー9人が決定した。

## 概要
&AUDITION - The Howling -
HYBE LABELS JAPAN初のグローバルボーイグループとしてデビューするため、2020年に韓国で放送された「I-LAND」から招集されたデビュー組4名（K、NICHOLAS、EJ、TAKI）に練習生11名を加えた計15名が、夢に向かって共に進むオーディション番組。デビューを目指し多様なパフォーマンスと成長ストーリーを繰り広げるリアルドキュメンタリー。共に成長してこそデビューできるというミッションの下、運命共同体となった練習生たち。共に挑戦して成長し("&")、「デビュー」という夢へ向けて共鳴し合う("Howling")。そして練習生たちと共にするメンターたち。練習生たちをサポート、評価し、彼らの夢へのステップを共にしていく。
&AUDITION - LIVE -
“&”というキーワードのもと、夢に向かって共に挑戦する4人のデビュー組と11人の練習生の努力と成長、喜びや葛藤、そして最終デビューまでの過程をMC、視聴者とともに一緒に応援をしていく番組。

## 放送
&AUDITION - The Howling -
YouTube (世界)、Hulu (日本)：2022年7月9日～ (13：30～  毎週土曜、約60分)
&AUDITION - LIVE -
日本テレビ：
*2022年7月13日～ (24：59～ 毎週水曜、30分／関東ローカル)
読売テレビ：
*2022年7月15日～ (26：25～ 毎週金曜、関西エリアで)

## 出演者
- スペシャルアドバイザー：パン・シヒョク
- メンター：Pdogg、ソン・ソンドゥク
- ディレクター：井上さくら (パフォーマンス)、Soma Genda (プロデューサー・サウンド)、Scooter Braun、ジコ
- スペシャルプロデューサー：今井 了介、UTA
- 「&AUDITION - LIVE -」MC：辻岡義堂、木村昴
- ゲスト：ENHYPEN (エピソード1)、SEVENTEEN (エピソード3)、TXT (エピソード6)、BTS (エピソード6)

## 参加メンバー

### デビュー組
| 名前     | 名前     | 生年月日（年齢）       | 国籍     | チーム     | チーム |
| ローマ字 | カナ表記 | 生年月日（年齢）       | 国籍     | SEVENTEEN  | BTS    |
| -------- | -------- | ---------------------- | -------- | ---------- | ------ |
| K        | ケイ     | 1997年10月21日（27歳） | 日本     | わんわん   | B      |
| NICHOLAS | ニコラス | 2002年7月9日（22歳）   | 中華民国 | C Riders   | A      |
| EJ       | ウィジュ | 2002年9月7日（22歳）   | 韓国     | Full Count | A      |
| TAKI     | タキ     | 2005年5月4日（19歳）   | 日本     | わんわん   | B      |

上記4名は全員がI-LANDの参加メンバー（志願者）であった（同番組終了後に当企画に招集）。

### 練習生
| 名前     | 名前         | 生年月日（年齢）      | 国籍        | チーム     | チーム     | チーム | チーム                | 最終結果     |
| ローマ字 | カナ表記     | 生年月日（年齢）      | 国籍        | コンセプト | SEVENTEEN  | BTS    | FINAL                 | 最終結果     |
| -------- | ------------ | --------------------- | ----------- | ---------- | ---------- | ------ | --------------------- | ------------ |
| FUMA     | フウマ       | 1998年6月29日（26歳） | 日本        | EJ         | C Riders   | B      | Running with the pack | デビュー決定 |
| HAYATE   | ハヤテ       | 2001年1月25日（24歳） | 日本        | NICHOLAS   | わんわん   | A      | Melody                |              |
| JUNWON   | ジュンウォン | 2003年4月21日（21歳） | 韓国        | K          | C Riders   | A      | Running with the pack |              |
| YUMA     | ユウマ       | 2004年2月7日（21歳）  | 日本        | TAKI       | わんわん   | A      | Running with the pack | デビュー決定 |
| GAKU     | ガク         | 2004年4月25日（20歳） | 日本        | NICHOLAS   | Full Count | B      | Melody                |              |
| JO       | ジョウ       | 2004年7月8日（20歳）  | 日本        | K          | Full Count | A      | Running with the pack | デビュー決定 |
| HIKARU   | ヒカル       | 2005年3月28日（20歳） | 日本        | TAKI       | わんわん   | B      | Melody                |              |
| HARUA    | ハルア       | 2005年5月1日（19歳）  | 日本        | EJ         | Full Count | A      | Melody                | デビュー決定 |
| MAKI     | マキ         | 2006年2月17日（19歳） | 日本 ドイツ | TAKI       | Full Count | B      | Running with the pack | デビュー決定 |
| MINHYUNG | ミニョン     | 2007年1月27日（18歳） | 韓国        | K          | C Riders   | B      | Running with the pack |              |
| YEJUN    | イェジュン   | 2007年4月28日（17歳） | 韓国        | EJ         | C Riders   | B      | Melody                |              |

## 審査方法
各ミッションごとに中間チェックとステージがあり、その2つを合わせて1ラウンドとする。全体としては、評価ごとに個人が貰える「&BALL」で1つの大きな「&RING」を満たすという重要なミッションがあり、4ラウンド内で「&RING」をいっぱいに満たすことができればファイナルラウンドに全員進出できるが、満たすことができなければデビュー組も含めて全員のデビュー自体も白紙になる。

## ミッション

### 団体シグナルソングミッション
- 第1話

1stラウンドで初めてのステージパフォーマンスを披露した14人 (MINHYUNGが体調不良で欠席)。

### コンセプトミッション
- 第2話、第3話

2ndラウンドでは、デビュー組の4人を中心に、4チームに分かれたコンセプトミッションとなった。

### SEVENTEENレジェンダリーミッション
- 第4話、第5話

3rdラウンドでは、SEVENTEENのファンに愛された3曲を、3チームに分かれて披露。ポイントは「クリエイティブ」で、各チームはそれぞれの曲で振付の創作をし、ミッションを行う。

### BTSミッション
- 第6話、第7話

4thラウンドでは、2チームに分かれてBTS楽曲でのミッション。ステージ1ではボーカルを中心、ステージ2では原曲とは違う編曲したバージョンでのパフォーマンスで、計2回の評価に。

### FINAL ROUND
- 第8話

9月3日、東京ガーデンシアターにて運命のファイナルラウンドが開催された。2チームに分かれた練習生が、最後のパフォーマンスを披露した。
ファイナルラウンドでは、デビューメンバー9名が各プロデューサーによる評価やファンからの投票によって決まる。各評価や投票によって、練習生11名の中から獲得ポイント数の多い上位5名をデビューメンバーとして選出。
投票ルール
下記の各評価、投票を合算した獲得ポイント数の上位5名がデビューメンバーに決定
- プロデューサー評価(4名)：全体の40％
- スペシャルプロデューサー評価(3名)：全体の30％
- 事前グローバル投票：全体の20％
- 最終グローバル投票：全体の10％

最終結果
| 順位 | 名前     | プロデューサー評価 | プロデューサー評価 | グローバル投票 | グローバル投票 | 合計 | 備考     |
| 順位 | 名前     | レギュラー         | スペシャル         | 事前           | 最終           | 合計 | 備考     |
| ---- | -------- | ------------------ | ------------------ | -------------- | -------------- | ---- | -------- |
| 1    | JO       | 24                 | 26                 | 20             | 6              | 76   |          |
| 2    | HARUA    | 31                 | 17                 | 14             | 10             | 72   |          |
| 3    | MAKI     | 36                 | 25                 | 6              | 3              | 70   | [ 注 3 ] |
| 4    | YUMA     | 32                 | 22                 | 8              | 8              | 70   | [ 注 3 ] |
| 5    | FUMA     | 22                 | 19                 | 18             | 7              | 66   |          |
| 6    | GAKU     | 23                 | 12                 | 16             | 5              | 56   |          |
| 7    | HIKARU   | 17                 | 22                 | 12             | 4              | 55   |          |
| 8    | JUNWON   | 19                 | 6                  | 10             | 9              | 44   |          |
| 9    | HAYATE   | 10                 | 10                 | 4              | 2              | 26   |          |
| 10   | YEJUN    | 3                  | 8                  | 2              | 1              | 14   |          |
| 11   | MINHYUNG | 3                  | 8                  | 0              | 0              | 11   |          |

## テレビスタッフ
- 企画：植野浩之
- ナレーター：林高也
- 構成：北原ゆき

〈美術〉
- 美術プロデューサー：高野泰人
- デザイナー：大住啓介

〈技術〉
- CAM：渡辺滋雄
- 音声：藤岡絵里子
- 照明：新井惇也
- 編集：佐々木悠、阿部楓【週替り】
- MA：石田雅一、ウォッシャム賢人【週替り】
- 音効：佐藤裕二（KRエンタープライズ）
- 技術協力：ヌーベルバーグ、PROGRESSO、STUDIO 38
- 美術協力：日テレアート
- 「&AUDITION」製作委員会：室伏周平（日本テレビ）、北村大・原田美穂（HYBE LABELS JAPAN）
- デスク：保坂淳子
- ディレクター：福田達朗、安井高哲、大脇光貴、田中十萌/石川比奈子、小野隼佑、吉井直己【毎週】、渡部健太、三脇えり奈【週替り】
- 演出：有田駿介
- プロデューサー：伴在正行、今井大輔/福島英人、小森節子、峯亜希子
- 制作：南波昌人
- 制作協力：Salvage
- 企画制作：日本テレビ
- 製作著作：「&AUDITION」製作委員会